# Приколотнянское водохранилище
Приколотнянское водохранилище — небольшое русловое водохранилище на реке Хотомля (левый приток реки Северский Донец). Расположено в Волчанском районе и Великобурлукском районе Харьковской области, у посёлка городского типа Приколотное. Водохранилище построено в 1954 году по проекту Проектной конторы управления Южной железной дороги. Назначение — водоснабжение технической водой предприятий и организаций поселка Приколотное. Вид регулирования — многолетнее.

## Основные параметры водохранилища
- Нормальный подпорный уровень — 100,0 м;
- Форсированный подпорный уровень — 101,25 м;
- Полезный объем — 755000 м³;
- Длина — 1,3 км;
- Средняя ширина — 0,15 км;
- Максимальные ширина — 0,50 км;
- Средняя глубина — 2,3 м;
- Максимальная глубина — 5,8 м.

## Основные гидрологические характеристики
- Площадь водосборного бассейна — 25 км².
- Максимальный расход воды 1 % обеспеченности — 9,8 м³/с.

## Состав гидротехнических сооружений
- Глухая земляная плотина длиной — 175 м, высотой — 8,0 м, шириной — 8 м. Заделка верхового откоса — 1:3,5, низового откоса — 1:1.
- Многоступенчатый перепад. Длина выступления перепада каждой ступени — 6 м.

## Использование водохранилища
Водохранилище используется для технического водоснабжения поселка Приколотное. Обслуживает коммунальное предприятие «Водопостач».